# DRAGON GATE USA
DRAGONGATE USA（ドラゴンゲート・ユー・エス・エー）は、かつて存在したアメリカ合衆国のプロレス団体。

## 歴史
- 2009年4月15日、DRAGONGATEの傘下団体として設立。
- 6月17日、PPV放送契約を発表[1]。
- 7月25日、ジ・アリーナで旗揚げ戦を開催。
- 8月、Fight Networkとの放映権契約を発表。
- 2010年9月7日、Go Fight LiveとのインターネットPPV契約を発表[2]。
- 10月29日、Bushido Way of the Warrior（後のBushido Code of the Warrior）として放送を開始。
- 2015年8月、解散。

## タイトル
- オープン・ザ・フリーダムゲート王座
- オープン・ザ・ユナイテッドゲート王座

## 所属選手
- アンソニー・ニース
- ウーハー・ネイション
- クリスティーナ・ヴォン・イーリー
- クリス・ヒーロー
- ジグソー
- シュー・ヤン
- ジョニー・ガルガノ
- ジョン・デイビス
- ティモシー・サッチャー
- トリーナ・マイケルズ
- ドリュー・ギャロウェイ
- ドリュー・グラック
- ハーレム・ブラバド
- ビフ・ビューシック
- ブライアン・ケイジ
- ランス・ブラバド
- リコシェ
- リッチ・スワン